# Ringworm
Ringworm — американская металкор-группа, основанная в Кливленде , Огайо в 1989 году. Имя группы было взято из фильма Vincent Price. Группа активно гастролировала по США, Австралии, Новой Зеландии, и Европе и выпустила 4 альбома на Victory Records. В 2013, группа анонсировала подписание контракта с Relapse Records и все последующие альбомы были выпущены на этом лейбле. На данный момент, Джеймс Буллок играет в хеви-метал-группе Gluttons, и соло-проекте Holyghost.